# Nässihorn
Das Nässihorn ist ein 3743 m ü. M. hoher Gipfel in den Berner Alpen. Es liegt im Gebiet Schweizer Alpen Jungfrau-Aletsch des UNESCO-Weltnaturerbes und am westlichen Rand des Naturschutzgebiets Grimsel.

## Geografie
Das Nässihorn liegt in der Mitte der etwa 10 Kilometer langen Bergkette, die vom Mättenberg (3104 m ü. M.) über das Schreckhorn (4078 m ü. M.) und das Lauteraarhorn (4042 m ü. M.) zu den Lauteraarrothörnern führt. Der Gipfel erhebt sich als Vorgipfel des Schreckhorns etwa 800 Meter von diesem entfernt auf dessen Nordwestgrat. Vom Nässihorn zweigt gegen Nordosten der Grat ab, der über den Lauteraarsattel und den Bärglistock zum Wetterhorn (3690 m ü. M.) führt.
Vom Schreckhorn zum Nässihorn und zum Bärglistock verläuft die Grenze zwischen den Berner Gemeinden Grindelwald und Guttannen. Auf dem Ostgipfel des Nässihorns befindet sich der am weitesten westlich gelegene Punkt des Gemeindegebiets von Guttannen.
Das Nässihorn hat zwei durch eine ca. 150 Meter breite Scharte getrennte Gipfel; der Firngipfel im Osten ist um 2 Meter höher als der felsige Westgipfel (3741 m ü. M.), dieser wurde in der Literatur dennoch auch Gross-Nässihorn genannt. Vier steil abfallende Flanken formen die Gestalt des Berges. Im Norden zieht sich ein Firnfeld zum Oberen Grindelwaldgletscher hinunter; am Ostgipfel beginnt das Firnfeld des Lauteraargletschers; die Südwand mit zwei Partien eines Hanggletschers steht hoch über der Schreckhornhütte des SAC und dem Oberen Ischmeer; im Westen liegt unter der hohen Gipfelwand der Nässigletscher.

## Alpinismus
Der Normalweg zum Nässihorn führt vom Grimselhospiz aus über den Lauteraargletscher. Über das Nässijoch (früher auch Schreckjoch genannt) im Südosten des Hauptgipfels führt eine Route auf das Schreckhorn.